# Język batak angkola
Język batak angkola – język austronezyjski używany przez grupę ludności w indonezyjskiej prowincji Sumatra Północna, zwłaszcza w kabupatenie Tapanuli Selatan. Według danych z 1991 roku posługuje się nim 750 tys. osób.
Czynniki socjolingwistyczne decydują o jego odrębności od batak mandailing, jednakże oba języki są blisko spokrewnione.
Tradycyjnie zapisywany pismem batackim, współcześnie stosuje się alfabet łaciński. 